# 鞍匠镇
鞍匠镇，是中华人民共和国河北省承德市承德县下辖的一个乡镇级行政单位，位于该县西南部。总面积189.4平方公里，总人口1.6万人（2013年）。
2015年，河北省民政厅批复同意撤销鞍匠乡，设立鞍匠镇。

## 行政区划
鞍匠镇下辖以下地区：
鞍匠村、四道河子村、下旗村、岭沟村、黑沟门村、两间房村、大窝铺村、大甸子村、湾子村、一间房村、南沟村、后沟村和六道沟村。